# خانه پورعباس
خانه پورعباس مربوط به دوره قاجار است و در رشت، میدان صیقلان، ابتدای خیابان مطهری، کوچه حاج میرزا خلیل رفیع، بن‌بست اخوان واقع شده و این اثر در تاریخ ۲۷ آبان ۱۳۸۶ با شمارهٔ ثبت ۲۰۲۷۱ به‌عنوان یکی از آثار ملی ایران به ثبت رسیده است.